# Drie-eenheidskathedraal (Tsjernihiv)
De Kathedraal van de Heilige Drie-eenheid (Oekraïens: Троїцький собор) is een monumentaal kerkgebouw op een heuvel in het westelijke deel van de Oekraïense stad Tsjernihiv. Voorheen was het de kerk van het Drie-eenheid-Eliaklooster, tegenwoordig is het de kathedraal van het bisdom Tsjernihiv van de Oekraïens-orthodoxe Kerk. De bouw van de in de Oekraïense barokstijl opgetrokken kerk werd in 1695 mogelijk gemaakt door de hetman Ivan Mazeppa.

## Geschiedenis
Op initiatief van aartsbisschop Lazare Baranovitsj werd in 1679 een begin gemaakt aan de bouw van de kerk. Wegens gebrek aan middelen werd de bouw echter niet voltooid. Na zijn verkiezing als hetman doneerde Ivan Mazeppa 10.000 goudstukken en kon de bouw weer worden voortgezet. Op 20 juli 1695 vond ten slotte de inwijding van de kerk plaats.
De kleurrijke fresco's van Bijbelse taferelen, waarmee de muren van de kathedraal geheel waren bedekt, gingen met uitzondering van die in de koepel tijdens een brand verloren. De huidige beschildering van het interieur dateert uit de 17e eeuw en werd in de 19e eeuw gerestaureerd.
Oorspronkelijk bezat de kerk een enorme, vijf geledingen tellende, barokke iconostase. De iconostase strekte zich uit over de gehele breedte van de kerk en had een hoogte van 20 meter. De huidige iconostase is van na de Tweede Wereldoorlog en eenvoudiger en kleiner dan de oude iconostase.
Elk jaar bezoeken duizenden pelgrims de kathedraal. Hier worden de overblijfselen van de heiligen Theodosius van Tsjernihiv (in 1896 heilig verklaard), Filaret (in 2009 heilig verklaard) en de in 1993 door de Raad van Bisschoppen van de Oekraïense Orthodoxe Kerk heilig verklaarde archimandriet Laurentius bewaard. Daarnaast is de kathedraal de laatste rustplaats van de orthodoxe heiligen Theodorus en Michaël en vele andere holenheiligen.
De kerk werd na de revolutie op last van de overheid gesloten voor de eredienst. In 1988 keerde het gebouw terug naar de Oekraïens-Orthodoxe Kerk.

## Afbeeldingen

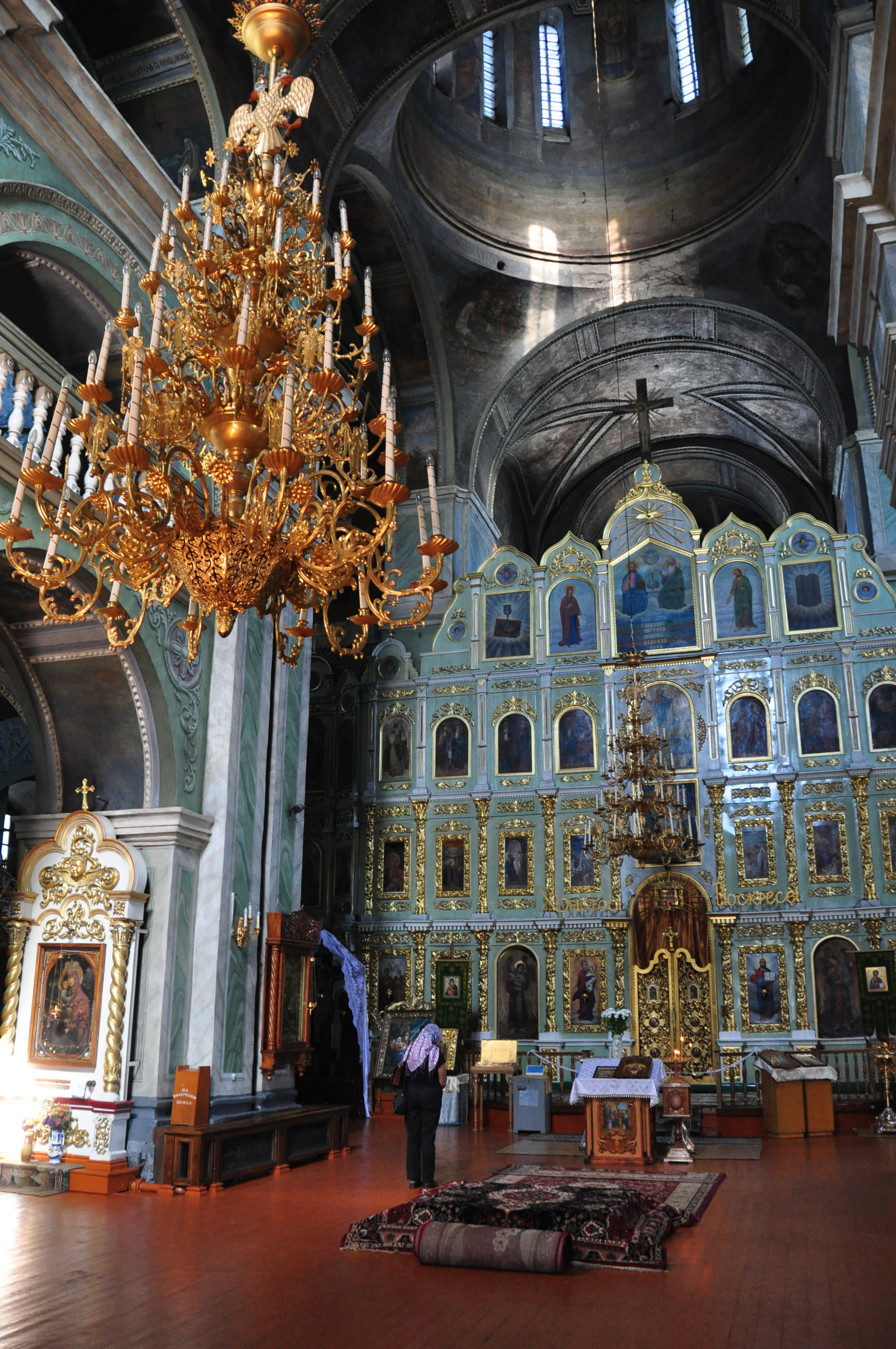
Iconostase
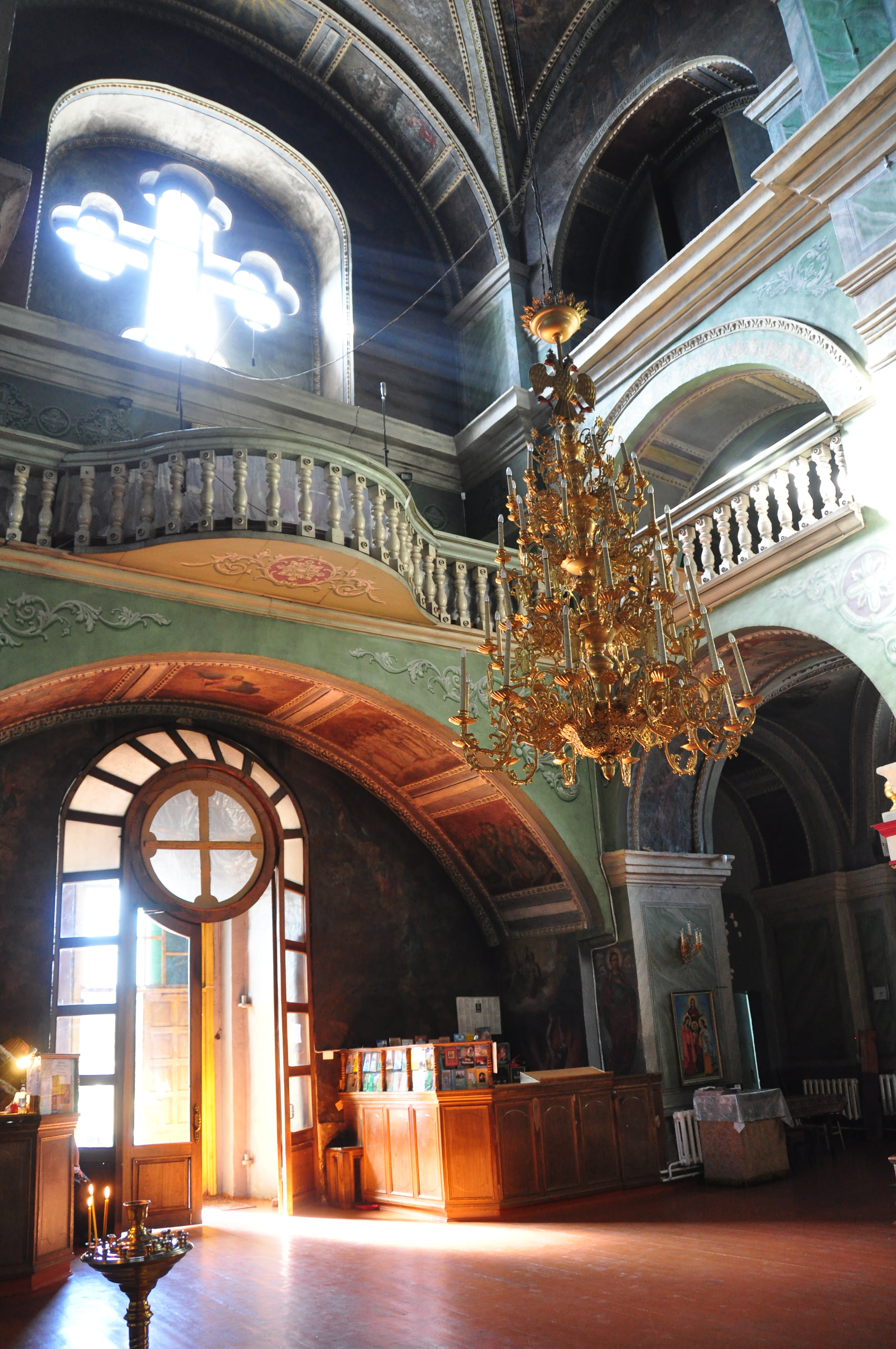
Interieur
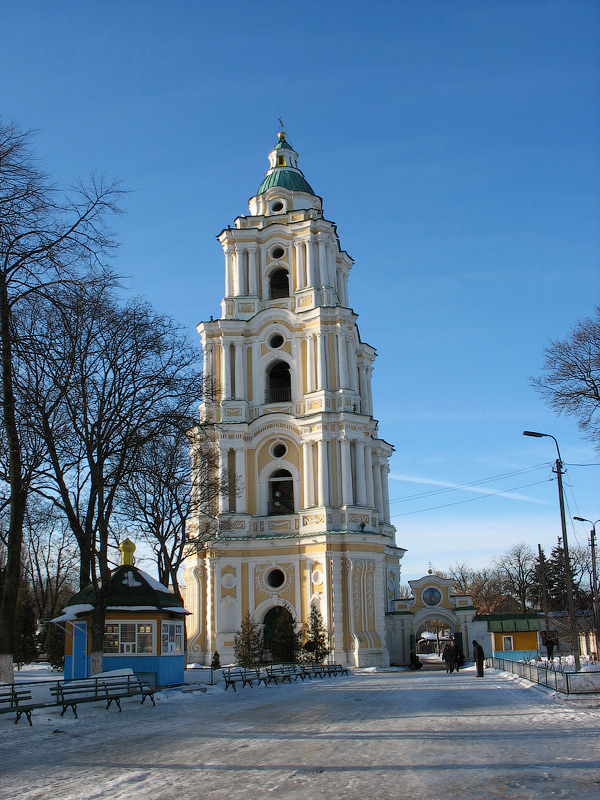
klokkentoren